# Pedicularis gordonii
Pedicularis gordonii là loài thực vật có hoa thuộc họ Cỏ chổi. Loài này được McVaugh & Koptur mô tả khoa học đầu tiên.